# Ongghonia
Ongghonia es un género extinto de mamíferos euterios que forma parte de la familia Leptictidae que fue descrito por Alexander Kellner y McKenna en 1996. Se han encontrado fósiles en el yacimiento de Ulaan Khongil, (el nombre significa "pasillo rojo"), al pie del monte Nemegt, dentro del Parque nacional de Gobi Gurvansaiján en Mongolia, en estratos correspondientes al Oligoceno inferior.

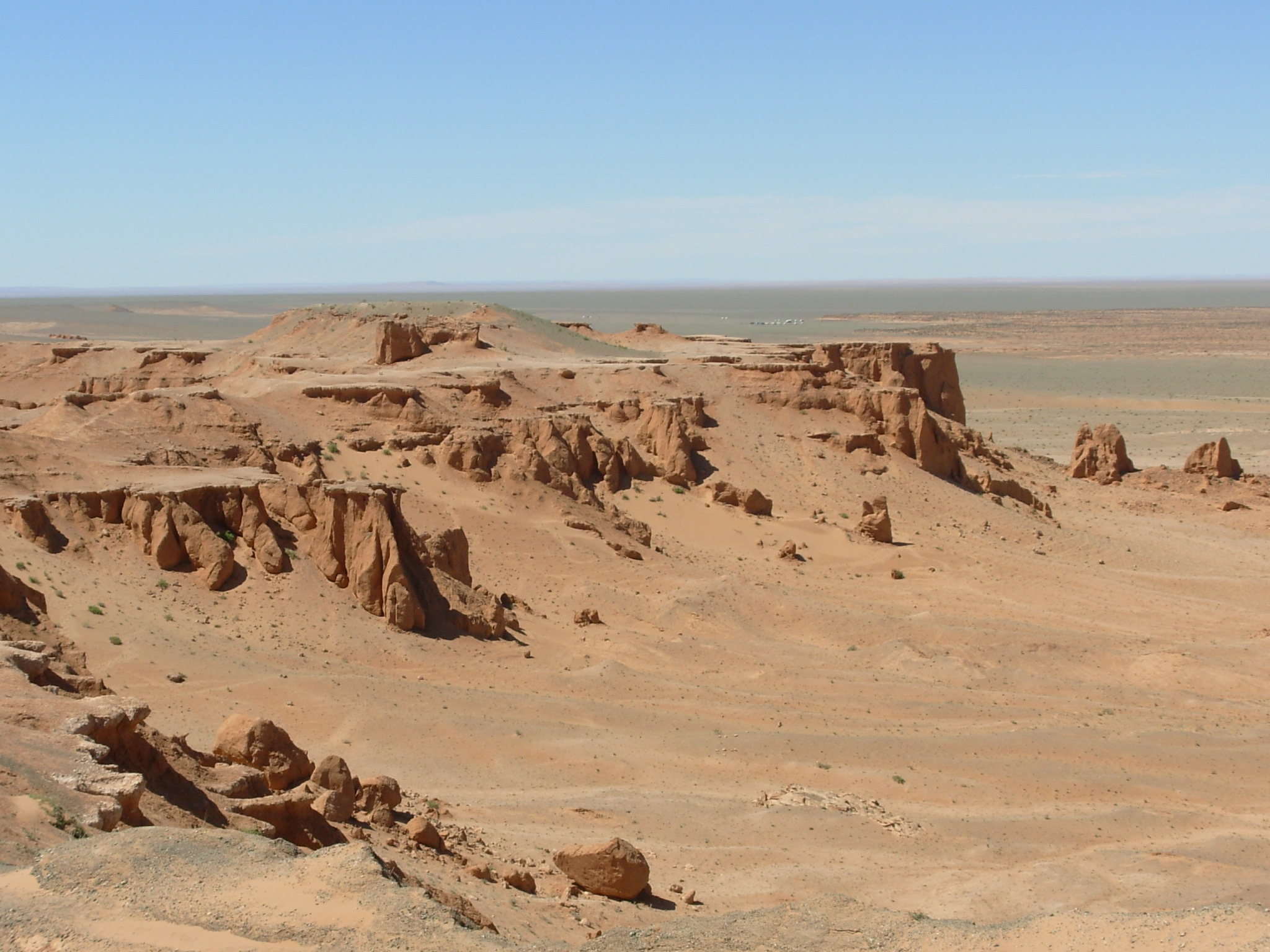
Formación de Hsanda Gol, un yacimiento rico en fósiles de mamíferos del Oligoceno

## Fósiles
Los elementos fósiles mejor conservados proceden de la formación de Hsanda Gol (Oligoceno), de Mongolia Central y están descritos en American Museum Novitates, 4 (1996).

## Especies
La especie más estudiada es:
- Ongghonia dashzevegi, especie descrita por Gerhard Storch y Dashzeveg (1997).[2] El nombre procede de una palabra en idioma mongol.[3]